# Betta albimarginata
El betta de margen albino (Betta albimarginata) es una especie de Betta de la familia de los gouramis que es una especie poco conocida, es uno de los bettas en estado salvaje, vive en el sur de Asia; Tailandia y otros países, algunos crían a este pez, los investigadores tratan de saber más sobre esta especie, ya que la contaminación está acabando con sus vías fluviales, las crías fácilmente se veen afectadas por el ser humano.

## Biotopo
Se encuentra en arroyos con muy poca corriente y apenas profundidad, a unos 10 centímetros. En los márgenes del río donde se depositan los restos de hojas y raíces.

## Distribución
Asia, Cuenca de Sungei, Sebuku, Kalimantan, Timur y Borneo.

## Forma
Cuerpo largo y relativamente delgado. Cabeza grande y boca supera para poder incubar en ella.
Una sola espina dura en la aleta dorsal. 29 a 34 vértebras.

## Coloración
Los machos son de color naranja. La mitad de las aletas es negra y cuentan con una banda blanca que rodea por los extremos la aleta dorsal, anal, caudal y pélvicas. Las hembras son menos coloridas, siendo de un color marrón azulado. También tienen una banda blanca en el extremo de las aletas, pero menos marcada que la de los machos.

## Tamaño
Una de las especies más pequeñas de Bettas contando con solo 5 cm como máximo, siendo este un tamaño grande. Lo normal son 4 cm.

## Diferencias sexuales
Aparte del color que ya se comentó en el apartado de coloración, el macho es un poco más grande que la hembra y tiene un aspecto más robusto. Tiene la cabeza y las aletas más grandes. Esta diferencia se observa sobre todo en la aleta anal y la dorsal. Aun así cuando son juveniles es difícil diferenciarlos.

## Temperatura
De 22 a 26 °C

## Agua
pH: 5.5 – 7.5 y muy blanda

## Acuario
Se puede mantener en acuarios relativamente pequeños. Unos 60 litros para un grupo. Se debe procurar poner mucha vegetación y algo que sirva de tinte al agua para que tenga un tono ligeramente oscuro. Para esto se pueden usar hojas de terminalia cappata, que además de tener efectos curativos le dan al agua un tono ligeramente verdoso.

## Alimentación
Omnívoros. Aceptan muy bien cualquier tipo de alimento congelado.

## Comportamiento
Pacífico, puede estar con otros peces de menor tamaño que el. Es un pez bastante tranquilo, pero no tímido. Se le puede mantener en grupos, pero si se tiene un acuario pequeño es mejor mantener a un solo macho con una o varias hembras, porque los machos dominados cogerán el color de las hembras para no llamar la atención del dominante y no llegarán a reproducirse jamás. Si se les mantiene en un acuario más grande, los machos podrán convivir cada uno en su territorio, y solo cuando se encuentren se exhibirán el uno ante el otro, llegando pocas veces a darse algún mordisco en las aletas.

## Reproducción
Incubador bucal. Se producen varios abrazos del macho a la hembra hasta que empieza a soltar los huevos. El cortejo no es agresivo como en otras especies. El macho llevara los huevos en la boca alrededor de 10/11 días hasta que los empiece a escupir. No se comen los huevos durante la puesta ni durante la cuida, pero es conveniente separar a la hembra después de haber puesto los huevos. Si se mantienen juntos, se puede dar el caso de que el macho se los trage para reproducirse de nuevo, ya que ella suele acercarse al macho y ponerle el vientre delante de su boca para enseñarle que está preparada para soltar los huevos de nuevo. Se puede dar que los alevines más grandes empiecen a depredar sobre los más pequeños. Los alevines pueden empezar a comer artemia al salir de la boca del padre, ya que para entonces medirán medio centímetro.